# فيكتور سكومين
فيكتور أندريفيتش سكومين (بالروسية: Ви́ктор Андре́евич Ску́мин، من مواليد 30 أغسطس 1948) هو عالم، وطبيب نفسي، وفيلسوف وكاتب من أصل روسي وسوفيتي.
بعد تخرجه من جامعة خاركوف الوطنية الطبية في عام 1973، أصبح معالجًا نفسيًا في معهد كييف لجراحة القلب والأوعية الدموية. في عام 1978، وصف سكومين مرضًا جديدًا، متلازمة سكومين. قدّم أيضًا طريقة في العلاج النفسي وتحسين الذات بالاستناد إلى الإيحاء الذاتي التفاؤلي لإعادة التأهيل النفسي لدى مرضى الجراحة القلبية (1979).
من 1980 إلى 1990، عمل سكومين كأستاذ جامعي في العلاج النفسي في أكاديمية خاركوف الطبية للتعليم العالي. استطاع سكومين من خلال نشاطه العلمي هذا اكتشاف «متلازمة الوهم العصابي للمرض الجسمي» و«مفهوم المكون النفسي للمرض الجسمي المزمن».
بين عامي 1990 و1994، شغل سكومين عدة مناصب كأستاذ مسؤول عن علم النفس وعلم التربية، بالإضافة إلى التعليم الجسدي والحياة الصحية في أكاديمية خاركوف للثقافة. في عام 1994، انتُخب لمنصب الرئيس المؤسس للمنظمة العالمية لثقافة الصحة (موسكو). في عام 1995، أصبح سكومين أول رئيس تحرير لمجلة الصحة عبر الثقافة أو «تو هيلث فيا كلتشر». عُرف له اختراعه مصطلح «ثقافة الصحة» الشائع (1968).
إلى جانب الطب النفسي وعلم النفس، كتب سكومين عن أسلوب الحياة الصحي، واليوغا والفلسفة. شارك سكومين في تأليف سلسلة من الكتب والمقالات حول يوغا الآغني، والرويشية، والكونية الروسية، وتجاوز الإنسانية والعصر الجديد. كتب أيضًا عددًا من الكتب الروائية وبعض كلمات الأغاني.

## مساهماته في الطب النفسي والعلاج النفسي

### الجراحة القلبية
بحث سكومين بين عامي 1976 و1980 عددًا من المشكلات النفسية والطبية النفسية المرافقة لجراحة القلب تحت إشراف نيكولاي أموسوف، الذي أسس معهد كييف لجراحة القلب والأوعية الدموية وشغل منصب المدير الأول له. يُعتبر هذا المعهد أول من قدم العلاجات الجراحية لأمراض القلب في جمهورية أوكرانيا الاشتراكية (منذ عام 1955)، إذ بدأ المعهد في إجراء عمليات الدوران من خارج الجسم (1958)، بالإضافة إلى عمليات تغيير صمام القلب التاجي (1963). في عام 1961، تقلد سكومين جائزة لينين لعمله في الجراحة.
يتطلب تغيير صمام القلب بوصفه أحد الإجراءات الجراحية للقلب وضع المريض على المجازة القلبية الرئوية. يوجد عدد من المخاطر المحتملة المترافقة مع جراحة تغيير صمام القلب. بحث سكومين في التغيرات العصبية النفسية والنفسية المرضية اللاحقة بعد عملية القلب المفتوح، بالإضافة إلى الاضطرابات النفسية غير الذهانية لدى المرضى المصابين بالداء القلبي الصمامي قبل جراحات زراعة صمام القلب الصناعي الميكانيكي (إم إتش في) وبعدها.
يمثل الصمام الصناعي أحد الأجهزة المزروعة في قلب المريض المصاب بالداء القلبي الصمامي، والمرض القلبي الخلقي وما إلى ذلك. عند وجود خلل وظيفي في واحد أو اثنين من صمامات القلب الأربعة، قد يقع الخيار الطبي على استبدال صمام صناعي بالصمام الطبيعي. يوجد ثلاثة أنواع رئيسية من الصمامات الميكانيكية ذات التعديلات المختلفة في تصاميمها. يستلزم هذا خضوع المريض لعملية القلب المفتوح. تُصنع الصمامات الميكانيكية من المعدن والكربون المتحلل حراريًا، وقد تدوم مدى الحياة. تستطيع وظيفة صمامات القلب الميكانيكية جميعها خلق اهتزازات وتأثيرات صوتية فريدة في الجسم البشري. يجب على مرضى الصمامات الميكانيكية تناول مميعات الدم للوقاية من تجلط الدم. يعتمد الخيار باستخدام نوع معين من الصمامات على سن المريض، وحالته الطبية، وتفضيلاته الدوائية ونمط حياته.
يمكن تعريف متلازمة سكومين (يالروسية: Синдро́м Ску́мина)، التي عرّفها سكومين لأول مرة في عام 1978، بوصفها المتلازمة النفسية المرضية القلبية الصناعية، التي ترتبط بعمليات زرع صمام القلب الميكانيكي وتتظاهر من خلال الخوف غير المنطقي، والقلق، والاكتئاب واضطرابات النوم. غالبًا ما تترافق هذه المتلازمة مع الوهن. اعتقد آلان كاربنتيي – عضو الأكاديمية الفرنسية للعلوم ورئيس قسم جراحة القلب والأوعية في مستشفى جورج بومبيدو الأوروبي في باريس – في عام 2011 أن متلازمة سكومين موجودة لدى ربع مرضى صمامات القلب الصناعية. من المحتمل نشوء بعض المشاكل المشابهة بعد عمليات القلب الصناعي.

كتبت وكالة الأنباء الروسية الدولية ريا نوفوستي، التي تعمل تحت إشراف وزارة الاتصالات والإعلام الروسية، عن هذه المشكلة (2014)،
وصف فيكتور سكومين، أحد علمائنا المحليين، «المتلازمة النفسية المرضية القلبية الصناعية»، التي دخلت المراجع العلمية تحت اسم «متلازمة سكومين». يُعد العقل البشري مثبتًا باستمرار على المحرك الذي يشغله. على سبيل المثال، على النقيض من الأسنان، أو الأذرع أو السيقان الصناعية، يتعذر على الإنسان تحويل انتباهه بعيدًا عن أصوات الزرعة الوظيفية في جسمه. يبقى الفرد في حالة انتظار دائم إذ يشغله السؤال: هل يستوقف المحرك فجأة؟ يستطيع الألم في قلب الإنسان إرسال الإشارات. لا يوجد هنا أي ألم ومن غير الممكن حدوثه. في المستقبل، من المحتمل تطوير أجهزة صناعية قلبية قادرة على محاكاة ضربات القلب. مع ذلك، لن تسبب هذه الأجهزة الألم وستستمر متلازمة سكومين في التأثير على نفسية الإنسان مع استمرار وجود الأجهزة الصناعية لصمامات القلب.
أمكن وصف الطرق والمبادئ الرئيسية لهذا العلاج وإعادة التأهيل العصبية النفسية فضلًا عن إثبات فعاليتها. اقترح سكومين خليطًا سُمي لاحقًا باسمه. يمثل خليط سكومين (بالروسية: Миксту́ра Ску́мина) أحد الأدوية ذات التأثير المهدئ، التي تؤثر على الجهاز العصبي المركزي. يُستخدم هذا الخليط في علاج متلازمة سكومين، والأشكال الخفيفة من فشل القلب، والقلق، واضطرابات النوم والوهن. يتميز هذا الدواء بقابلية تحمل جيدة وعدم وجود أي موانع لاستعماله، باستثناء الحساسية. يحتوي التركيب على الأدونيس الربيعي، والزعرور، والناردين المخزني، وذنب الأسد القلبي، والأوكالبتوس، والنعناع الفلفلي والدليك.
بالنسبة إلى إعادة التأهيل النفسي، استطاع سكومين تحسين الوظيفة النفسية من خلال تهدئة الجهاز العصبي، وتحسين الاسترخاء، وزيادة وعي الجسم والتقليل من القلق العام.
في عام 1979، ابتكر سكومين تعديلًا خاصًا لطريقة التحكم في العقل من أجل إعادة التأهيل النفسي لمرضى الجراحة القلبية. تستند هذه الطريقة إلى تدريب التحفيز الذاتي. يُعتبر تدريب التحفيز الذاتي بدوره تقنية استرخاء مطورة بواسطة الطبيب النفسي يوهانس هينريش شولتز. أكد شولتز على أوجه التوازي مع تقنيات اليوغا والتأمل. تعمل هذه الطريقة من خلال التأثير على الجهاز العصبي الذاتي. تشمل التقنية ممارسة يومية لعدد من الجلسات بطول 15 دقيقة للجلسة، وعادة ما تحدث هذه الممارسة في الصباح، وفي وقت الغداء وفي المساء. خلال كل جلسة، يكرر الممارس مجموعة من التصورات من أجل تحفيز حالة من الاسترخاء. يمكن ممارسة كل جلسة في وضعية مختارة من بين مجموعة من الوضعيات التي يُوصى بها.
تشمل تقنية سكومين لطريقة التحكم في العقل (بالروسية: Психотре́нинг по Ску́мину) استخدام وضعيتين قياسيتين اثنتين: التأمل أثناء الجلوس والتأمل أثناء الاستلقاء. تشمل طريقة التدريب النفسي هذه خمسة تمارين نفسية: الأول هو «الاسترخاء»، والثاني هو «الإحماء»، والثالث هو «انعدام الجاذبية»، والرابع هو «الإيحاء الذاتي المستهدف» والخامس هو «التنشيط النفسي». تحتوي كل جلسة على شرح للنظرية وممارسة كل تمرين عند الوصول إليه. يمكن تحقيق التأثير العلاجي من خلال تحييد التجارب الشعورية الصادمة وإعادة التنظيم المترقية للبنى النفسية لتشمل المحتويات العقلية غير المقبولة في السابق أيضًا. أمكن تطبيق طريقة العلاج النفسي هذه في الممارسة الطبية، وعلى وجه التحديد في علاج الرهاب، والصداع وما إلى ذلك.
أكدت أولوية سكومين في وصف هذه المتلازمة وتأسيس طرق فعالة في علاج مرضى الجراحة القلبية وإعادة تأهيلهم وصف نيكولاي أموسوف، وياكوف بنديت، وآلان كاربنتيي وغيرهم. منحت لجنة التصديق العليا التابعة لمجلس وزراء اتحاد الجمهوريات الاشتراكية السوفيتية درجة مرشح في العلوم (1980) لسكومين على هذه الدراسة البحثية. مثّل هذا أول شهادة جامعية للدراسات العليا في بعض دول الكتلة الشرقية السابقة.